# Ильин, Василий Молчанович
Василий Молчанович Ильин (в иноках Варлаам) — опричник, голова и воевода во времена правления Ивана IV Васильевича Грозного.
Из дворянского рода Ильины. Отец Ошанин Иван Молчан Фёдоров сын, упомянутый в 1570 году и показанный, как родоначальник одной из ветвей дворянского рода Молчановы.

## Биография
Тысячник 3-й статьи из Ростова. В 1550 году записан в Дворовой тетради из Ростова и Каширы.
В 1556 году записан в каширскую десятню среди дворовых детей боярских.
В 1559—1560 годах второй голова при втором воеводе полка левой руки в Туле.
В 1566 году вошёл в опричнину.
В 1565/66 годах поручился с князьями и детьми боярскими в 4 тысячи рублей по Очине Плещееве в его верности.
В 1570 году, в апреле назван «ближним дворянином» Государя. приезжал к Москве с речью к литовским большим послам Я. Скротошину и Н. Талвашу. В сентябре этого же года упомянут воеводою в опричном походе по «крымским вестям» против Девлет-Гирея, выйдя из Александровской слободы к Николе Зарайскому, потом в Каширу, Коломну, Серпухов, откуда вновь возвратился в Александровскую слободу.
В 1571 году упомянут при приёме литовского посланника М. Гарабурды в Москве «за столом посланника подчивал, и после стола на стан ездил подчивать».
В 1573 году второй воевода при государевом знамени в походе в Великий Новгород, а оттуда на Лифляндию.
Весной 1576 года голова в Большом полку в Серпухове.
В августе 1579 года голова у знамени в государевом полку в разряде царского полка в Пскове.
В 1580 году второй воевода в Линеварде, где в бою попал в плен к полякам, откуда был освобождён путём обмена на пленных поляков.
В феврале-марте 1581 года писец земель в Ярославском уезде.
Умер 16 декабря (год неизвестен), приняв перед смертью пострижение с именем Варлаам, дав Ростовскому Борисоглебскому монастырю много ценных вещей, в том числе и сельцо Огрызково с пустошью в Ростовском уезде.